# Searchlight (Nevada)
Searchlight es un lugar designado por el censo ubicado en el condado de Clark en el estado estadounidense de Nevada. En el año 2000 tenía una población de 576 habitantes y una densidad poblacional de 17,0 personas por km².

## Geografía
Searchlight se encuentra ubicado en las coordenadas 35°28′6″N 114°55′1″O / 35.46833, -114.91694.

## Demografía
Según la Oficina del Censo en 2000 los ingresos medios por hogar en la localidad eran de $24.407, y los ingresos medios por familia eran $29.323. Los hombres tenían unos ingresos medios de $26.563 frente a los $27.868 para las mujeres. La renta per cápita para la localidad era de $19.606. Alrededor del 14,6% de la población estaban por debajo del umbral de pobreza.